# نیکلای والکوف
نیکلای والکوف (انگلیسی: Nikolai Volkoff; زاده ۱۴ اکتبر ۱۹۴۷ – درگذشته ۲۹ ژوئیهٔ ۲۰۱۸) کشتی‌گیر کشتی حرفه‌ای اهل جمهوری فدرال سوسیالیستی یوگسلاوی بود.
وی همچنین برندهٔ جوایزی همچون تالار شهرت دبلیو دبلیو ای شده‌است.